# Arturo Lona Reyes
Arturo Lona Reyes (Aguascalientes, 1 de novembro de 1925 - Lagunas, Oaxaca, 31 de outubro de 2020) foi um clérigo mexicano e bispo católico romano de Tehuantepec. Ele foi considerado bispo social do México e "bispo dos pobres".
Arturo Lona Reyes foi ordenado sacerdote em 15 de agosto de 1952.
Papa Paulo VI nomeou-o Bispo de Tehuantepec em 4 de maio de 1971. O bispo emérito de Huejutla, Manuel Jerónimo Yerena y Camarena, o consagrou em 15 de agosto do mesmo ano; Os co-consagrantes foram Sefafín Vásquez Elizalde, Bispo de Huejutla, e Bartolomé Carrasco Briseño, Bispo de Tapachula.
Lona era considerado o "bispo dos pobres". Tornou-se conhecido nacionalmente por seu compromisso com os direitos dos povos indígenas do México. Ele fundou o Centro de Direitos Humanos Tepeyac em Tehuantepec. A partir de 1972 chefiou a Comissão Indígena da Conferência Episcopal Mexicana. O bispo fez campanha contra projetos controversos de mineração em grande escala e energia eólica em territórios indígenas. Mas aqueles que lutam tanto pelos direitos sociais e territoriais dos pobres quase naturalmente têm inimigos poderosos nas salas de reuniões das empresas de mineração e energia. Por causa de seu compromisso com os direitos da população indígena, ele teria sobrevivido a onze tentativas de assassinato durante sua vida. Isso também fortaleceu o mito e a reputação de Lona Reyes, primeiro na região e depois em todo o México. Ele foi fundamental na fundação de várias cooperativas de agricultores e artesãos. Ele apoiou o estabelecimento do Instituto Superior Intercultural Ayuuk, um colégio indígena em Jaltepec de Candayoc em Oaxaca.
Em 25 de novembro de 2000, o Papa João Paulo II aceitou sua aposentadoria. Lona Reyes era diabético e morreu de complicações do COVID-19 em 31 de outubro de 2020, um dia antes de seu aniversário de 95 anos.
Arturo Lona Reyes foi um representante da teologia da libertação.